# Edoardo Amaldi
Edoardo Amaldi (Carpaneto Piacentino, 1908. szeptember 5. – Róma. 1989. december 5.) olasz fizikus.

## Életpálya
Tanulmányait 1938-ig Enrico Fermi irányítása alatt végezte. A 2. világháborúban 1939-1941 között az Olasz Királyi Hadsereg katonája. 1941-től újra a fizikával foglalkozhatott. A római Sapienza Egyetem tanára.
A háború után támogatta az INFN (Istituto Nazionale di Fisica Nucleare – Nemzeti Nukleáris Fizikai Intézet) létrehozását amelynek elnöke lett.
1955-ben Berkeleyben részese volt az antiproton felfedezésének. Gerson Goldhaberrel együtt felállított ezüstbromid-emulziós kísérletükkel alátámasztották az Emilio Segrè és Owen Chamberlain által megtalált antiprotonok mivoltát azok csillagszerű annihilációs képével.
A CERN (Conseil Européen pour la Recherche Nucleaire – nukleáris kutatások európai tanácsa) keretében a nemzetközi tudományos együttműködés támogatója.
Az Európai Űrkutatási Szervezet (ESRO) tudományos tanácsának tagja.
Kutatási területében jelentős eredményeket ért el a nukleáris és a szubnukleáris fizika vizsgálatával. Tudományos munkái között tanulmányozta a világűrben jelen lévő elemi részecskék (K mezonok, nagyenergiájú hyperons és müonok)  összetételét, tulajdonságait.

## Írásai
- Társszerzője mintegy 200 tudományos publikációnak (atomspektroszkópia és nukleáris fizika elemi részecskéi; kísérleti gravitáció ; tankönyvek a középiskolák és egyetemek számára).
- Megírta Ettore Majorana életrajzát.

## Szakmai sikerek
- 1948-tól az Olasz Akadémia tagja,
- 1962-től az Amerikai Akadémia Tagja,
- a 3. ATV3 automatizált szállítójárművet róla nevezték el.